# Neolophonotus clavulus
Neolophonotus clavulus là một loài ruồi trong họ Asilidae. Neolophonotus clavulus được Londt miêu tả năm 1988. Loài này phân bố ở vùng nhiệt đới châu Phi.